# Бауерс (Делавер)
Бауерс (англ. Bowers) — місто (англ. town) в окрузі Кент штату Делавер США. Населення — 278 осіб (2020).

## Географія
Бауерс розташований за координатами 39°3′43″ пн. ш. 75°24′10″ зх. д. / 39.06194° пн. ш. 75.40278° зх. д. (39.062078, -75.402652).  За даними Бюро перепису населення США в 2010 році місто мало площу 0,77 км², з яких 0,74 км² — суходіл та 0,02 км² — водойми. В 2017 році площа становила 0,83 км², з яких 0,81 км² — суходіл та 0,02 км² — водойми.

## Демографія
Згідно з переписом 2010 року, у місті мешкало 335 осіб у 167 домогосподарствах у складі 100 родин. Густота населення становила 437 осіб/км².  Було 276 помешкань (360/км²).
Расовий склад населення:
| - 94,0 % — білих - 1,8 % — чорних або афроамериканців - 1,2 % — азіатів - 0,9 % — корінних американців - 1,2 % — осіб інших рас |

Частка іспаномовних становила 3,0 % від усіх жителів.
За віковим діапазоном населення розподілялося таким чином: 13,7 % — особи молодші 18 років, 67,5 % — особи у віці 18—64 років, 18,8 % — особи у віці 65 років та старші. Медіана віку мешканця становила 51,9 року. На 100 осіб жіночої статі у місті припадало 104,3 чоловіків;  на 100 жінок у віці від 18 років та старших — 107,9 чоловіків також старших 18 років.
Середній дохід на одне домашнє господарство  становив 69 322 долари США (медіана — 52 500), а середній дохід на одну сім'ю — 82 750 доларів (медіана — 60 833). За межею бідності перебувало 15,6 % осіб, у тому числі 23,4 % дітей у віці до 18 років та 3,6 % осіб у віці 65 років та старших.
Цивільне працевлаштоване населення становило 174 особи. Основні галузі зайнятості: науковці, спеціалісти, менеджери — 18,4 %, освіта, охорона здоров'я та соціальна допомога — 16,7 %, мистецтво, розваги та відпочинок — 12,6 %, виробництво — 10,3 %.